# Hellbrookstraßenbrücke

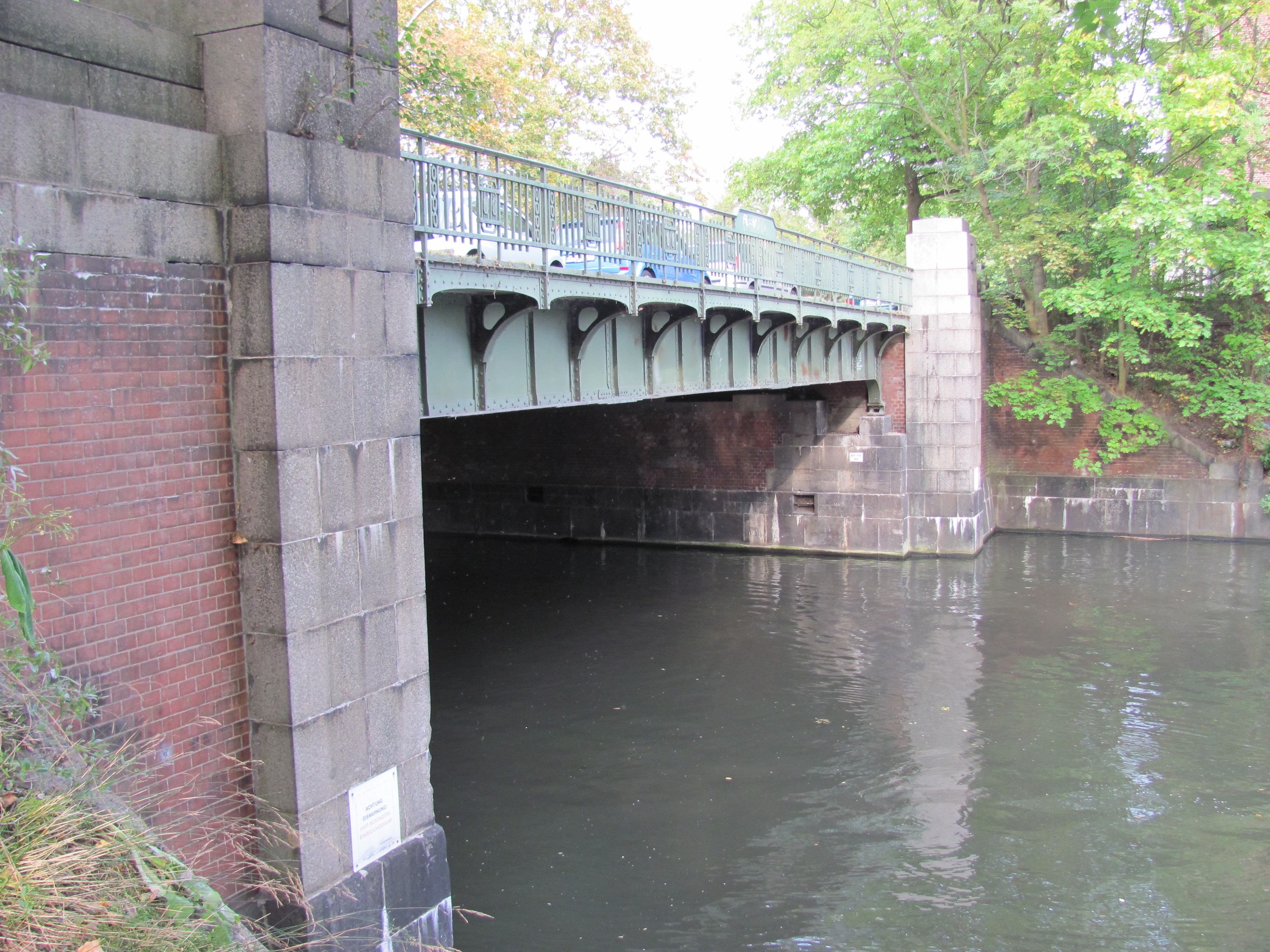
Hellbrookstraßenbrücke

Die Hellbrookstraßenbrücke ist eine Straßenbrücke in den Hamburger Stadtteilen Barmbek-Nord und Winterhude. Die im Jahr 1912 errichtete Brücke wurde nach der Hellbrookstraße benannt, die mit ihr den Barmbeker Stichkanal quert.
Der ursprüngliche Name der Brücke lautete Hellbrookbrücke – im Jahr 1960 erfolgte die Umbenennung in Anlehnung an die Hellbrookstraße.   Die Hellbrookstraßenbrücke ist über 18 m breit und 22 m weit.
Die denkmalgeschützte Brücke ist von der Hamburger Behörde für Kultur und Medien mit der Nummer 21224 als Baudenkmal erfasst.